# Neomymar komar
Neomymar komar is een vliesvleugelig insect uit de familie Mymaridae. De wetenschappelijke naam is voor het eerst geldig gepubliceerd in 2006 door Trjapitsyn, Berezovskiy & Huber.